# Branchville (Carolina do Sul)
Branchville é uma cidade  localizada no estado norte-americano de Carolina do Sul, no Condado de Orangeburg.

## Demografia
Segundo o censo norte-americano de 2000, a sua população era de 1083 habitantes. 
Em 2006, foi estimada uma população de 1043, um decréscimo de 40 (-3.7%).

## Geografia
De acordo com o United States Census Bureau tem uma área de 
8,5 km², dos quais 8,5 km² cobertos por terra e 0,0 km² cobertos por água.

## Localidades na vizinhança
O diagrama seguinte representa as localidades num raio de 24 km ao redor de Branchville. 